# (4746) Doi
(4746) Doi est un astéroïde de la ceinture principale.

## Description
(4746) Doi est un astéroïde de la ceinture principale. Il fut découvert le 9 octobre 1989 à Kitami par Atsushi Takahashi et Kazuro Watanabe. Il présente une orbite caractérisée par un demi-grand axe de 3,21 UA, une excentricité de 0,17 et une inclinaison de 0,9° par rapport à l'écliptique.

## Compléments